# Euphorbia bwambensis
Euphorbia bwambensis ist eine Pflanzenart aus der Gattung Wolfsmilch (Euphorbia) in der Familie der Wolfsmilchgewächse (Euphorbiaceae).

## Beschreibung
Die sukkulente Euphorbia bwambensis bildet Bäume mit einer lockeren Verzweigung und einer Höhe bis etwa 6,5 Meter aus. Die drei- bis fünfkantigen Triebe werden 1 bis 2,5 Zentimeter dick. An den in der Regel dünn geflügelten Kanten stehen flache Zähne in einem Abstand von 1 bis 4 Zentimeter zueinander. Die stumpf dreieckigen Dornschildchen werden bis 4 Millimeter lang und 3 Millimeter breit. Es werden Dornen bis 3 Millimeter Länge und langlebige Blätter bis 9 Zentimeter Länge und 5 Zentimeter Breite ausgebildet. Die verkehrt eiförmigen Blätter haben einen bis 7 Millimeter langen Stiel und befinden sich an den Spitzen der Zweige.
Der Blütenstand besteht aus einzelnen Cymen, die zweifach gegabelt sind und an 2 bis 7 Millimeter langen Stielen stehen. Die Cyathien erreichen 6,5 Millimeter im Durchmesser. Die elliptischen Nektardrüsen sind gelb gefärbt und stoßen beinahe aneinander. Der Fruchtknoten besitzt eine deutliche dreilappige Blütenhülle. Die scharfkantig gelappte Frucht wird etwa 9 Millimeter lang und 14 Millimeter breit. Sie steht an einem starken bis 8 Millimeter langen Stiel, färbt sich rötlich und enthält die kugelförmigen Samen. Diese werden etwa 4 Millimeter groß und besitzen eine glatte Oberfläche.

## Verbreitung und Systematik
Euphorbia bwambensis ist in West-Uganda und im Nordosten von Zaire in bewaldeten Gebieten in Höhenlagen von 800 Meter verbreitet.
Die Art steht auf der Roten Liste der IUCN und gilt als nicht gefährdet (Least Concern).
Die Erstbeschreibung der Art erfolgte 1987 durch Susan Carter Holmes.